# 顏文章
顏文章（1947年—），台灣政治人物，曾代表民主進步黨任職立法委員，曾在高雄縣旗山鎮（今高雄市旗山區）經營地下電台「台灣人廣播電台」。2008年，敗給鍾紹和，連任失利後漸淡出政壇。女兒顏曉菁，曾为高雄市議會議員。

## 經歷
- 民主進步黨立法院黨團第四、五、六屆執行長
- 高雄縣縣長候選人楊秋興競選總部執行總幹事
- 高雄縣議員

## 外部連結
- 立法院顏文章資料 （页面存档备份，存于）